# همه من (فیلم ۱۹۸۴)
همه من (به انگلیسی: All of Me) فیلمی محصول سال ۱۹۸۴ و به کارگردانی کارل راینر است. در این فیلم بازیگرانی همچون استیو مارتین، لی‌لی تاملین، ریچارد لیبرتینی، ویکتوریا تنانت، مدولین اسمیت اسبرن، دینا الکار، جیسون برنار، سلما دیاموند، اریک کریسمس، گایلارد سارتاین، نوا پترسون و مایکل انسین ایفای نقش کرده‌اند.